# نتیوت
نتیوت (در عبری: נתיבות) نام شهری در استان جنوبی اسرائیل است که جمعیت آن در سال ۲۰۰۶ ۲۴٬۹۰۰ نفر و مساحت آن ۵٬۶۲۶ کیلومتر مربع بوده است.